# کوراب
کوراب (مقدونی: Кораб) یک رشته‌کوه در آلبانی و جمهوری مقدونیه است.
بلندترین کوه این رشته‌کوه نیز کوراب (با ۲٬۷۶۴ متر ارتفاع) نام دارد و در مرز میان این دو کشور واقع‌شده است.